# Tuskegee (álbum)
Tuskegee é o décimo álbum de estúdio do músico norte-americano Lionel Richie, lançado a 5 de Março de 2012 através da Mercury Nashville. A composição do disco consiste em regravações de músicas lançadas anteriormente pelo cantor com um artista convidado diferente em cada uma das faixas. O projecto estreou na segunda posição da tabela musical Billboard 200 dos Estados Unidos, atrás de MDNA de Madonna. Vendeu 199 mil unidades na sua semana de estreia, tornando-se o seu melhor desempenho desde que Nielsen SoundScan começou a avaliar as vendas em 1991. Contudo, ainda liderou durante duas semanas na Billboard 200 dos Estados Unidos, vendendo 129 mil cópias na primeira vez e 114 mil na segunda.
O nome do álbum é uma homenagem à cidade homônima no Alabama, local de nascimento de Richie e onde o cantor viveu parte de sua juventude.

## Composição
A canção "Endless Love", regravada em dueto com Shania Twain, foi lançada em 7 de fevereiro de 2012 como single principal do álbum nos Estados Unidos. Na Dinamarca, "Say You, Say Me" — regravada em dueto com Rasmus Seebach — foi lançada como o primeiro single do álbum no mercado europeu, em 22 de fevereiro de 2012.
Quatro singles promocionais — "Easy]" (com Willie Nelson), "Just for You" (com Billy Currington), "Stuck on You" (com Darius Rucker) e "Hello" (com Jennifer Nettles) — foram lançados também antes do álbum.
Apesar de não lançado como single, "Deep River Woman" (regravada com Little Big Town), emplacou na Billboard Hot Country Songs, chegando à 60ª posição. Esta foi também a única canção do álbum a figurar na parada musical, apesar de Endless Love alcançar as primeiras vinte posições da Adult Contemporary.

## Performance comercial
O álbum tornou-se um relativo sucesso comercial. Estreou nos Estados Unidos em segundo lugar na Billboard 200, atrás somente do álbum MDNA, de Madonna. Tuskegee vendeu mais de 199 mil cópias na semana de lançamento, tornando-se o melhor resultado de vendas de Lionel Richie desde o estabelecimento da Nielsen SoundScan em 1991. Na segunda semana, o álbum vendeu 95 mil cópias e decresceu duas posições na tabela musical. Na terceira semana, voltou para a 1ª colocação ao vender mais de 129 mil cópias. É o terceiro álbum de Richie a alcançar tal resultado desde o lançamento de Dancing on the Ceiling (1986). Em 3 de maio de 2012, Tuskegee foi certificado com platina pela Recording Industry Association of America (RIAA) pela venda de mais de 1 milhão de cópias em solo norte-americano.
No Reino Unido, o álbum estreou em 7ª posição na UK Albums Chart com 19,320 vendas na primeira semana. É o 11º lançamento de Richie a figurar entre as 10 primeiras posições no país. No Canadá, o álbum estreou em 1ª posição na Canadian Albums Chart, totalizando 18 mil cópias em seu lançamento. 

## Faixas
Todas as canções escritas e compostas por Lionel Richie, exceto onde indicado.
| N.º | Título                                                   | Compositor(es)                  | Duração |  |
| 1.  | "You Are" (com Blake Shelton)                            |                                 |         |  |
| 2.  | "Say You, Say Me" (com Jason Aldean)                     |                                 |         |  |
| 3.  | "Stuck on You" (com Darius Rucker)                       |                                 |         |  |
| 4.  | "Deep River Woman" (com Little Big Town)                 |                                 |         |  |
| 5.  | "My Love" (com Kenny Chesney)                            |                                 |         |  |
| 6.  | "Dancing on the Ceiling" (com Rascal Flatts)             |                                 |         |  |
| 7.  | "Hello" (com Jennifer Nettles)                           |                                 |         |  |
| 8.  | "Sail On" (com Tim McGraw)                               |                                 |         |  |
| 9.  | "Endless Love" (com Shania Twain)                        |                                 |         |  |
| 10. | "Just for You" (com Billy Currington)                    | Richie, Paul Barry, Mark Taylor |         |  |
| 11. | "Lady" (com Kenny Rogers)                                |                                 |         |  |
| 12. | "Easy" (com Willie Nelson)                               |                                 |         |  |
| 13. | "All Night Long" (com Jimmy Buffett e Coral Reefer Band) |                                 |         |  |

| Faixa Bônus (Edição Australiana) |                          |                |         |  |
| N.º                              | Título                   | Compositor(es) | Duração |  |
| 14.                              | "Angel" (com Pixie Lott) |                | 5:01    |  |

## Desempenho comercial

### Paradas musicais
| Parada musical (2012)                     | Melhor posição |
| ----------------------------------------- | -------------- |
| Austrália - ARIA Charts                   | 2              |
| Áustria - Ö3 Austria                      | 9              |
| Bélgica - Ultratop (Flandres)             | 5              |
| Bélgica - Ultratop (Valónia)              | 74             |
| Canadá - Canadian Albums Chart            | 1              |
| Dinamarca - IFPI Dinamarca                | 2              |
| Espanha - PROMUSICAE                      | 71             |
| Estados Unidos - Billboard 200            | 1              |
| Estados Unidos - Billboard Country Albums | 1              |
| França - SNEP                             | 134            |
| Irlanda - IRMA                            | 42             |
| Itália - FIMI                             | 52             |
| Nova Zelândia - RMZN                      | 6              |
| Noruega - VG-lista                        | 26             |
| Reino Unido - UK Albums Chart             | 7              |
| Suíça - Schweizer Hitparade               | 31             |

### Certificações
| País                       | Certificação |
| -------------------------- | ------------ |
| Austrália (ARIA)           | Ouro         |
| Canadá (Music Canada)      | Platina      |
| Dinamarca (IFPI Dinamarca) | Ouro         |
| Estados Unidos (RIAA)      | Platina      |

## Histórico de lançamento
| País           | Data                | Gravadora                       | Formato             |
| -------------- | ------------------- | ------------------------------- | ------------------- |
| Dinamarca      | 5 de março de 2012  | Mercury Records Universal Music | CD download digital |
| Reino Unido    | 5 de março de 2012  | Mercury Records Universal Music | CD download digital |
| Estados Unidos | 26 de março de 2012 | Universal Music Group Nashville | CD download digital |